# آيت صالح (آيت ماجدن)
آيت صالح هي إحدى مشيخات المملكة المغربية، تتبع جغرافيا لإقليم أزيلال وإداريًا لآيت ماجدن. يقدر عدد سكانها بـ 11827 نسمة حسب الإحصاء الرسمي للسكان والسكنى لسنة 2004.